# Mike Bibby
Michael "Mike" Bibby (Cherry Hill, New Jersey, 13. svibnja 1978.) američki je profesionalni košarkaš. Igra na poziciji razigravača, trenutačno je slobodan igrač, a posljednji klub za koji je nastupao su New York Knicksi. Izabrali su ga u 1. krugu (2.ukupno) NBA drafta 1998. Vancouver Grizzliesi. Sin je bivšeg NBA igrača, razigravača Henryja Bibbyja, trenutačnog asistenta u Memphisu.

## Sveučilište
Kao freshman,  Bibby je predvodio svoje "Wildcatse" do NCAA naslova 1997. godine. U svojoj drugoj godini odlučio se prijaviti na draft.

## NBA karijera

### Vancouver Grizzlies
U svojoj novačkoj sezoni bilježio je 13.2 poena, 2.7 skokova i 6.5 asistencija, te si tako priskrbio ulazak u All-Rookie momčad. Sljedeće dvije sezone poboljšavao je svoje brojke, ali Grizzliesi nisu uspjeli ostvariti doigravanje. 27. lipnja 2001. mijenjan je u Sacramento Kingse za Nicka Andersona i Jasona Williamsa.

### Sacramento Kings
U sezoni 2001./02., Bibby je vodio Kingse do finala Zapadne konferencije, gdje su na kraju izgubili od kasnijih prvaka Los Angeles Lakersa. Bibby je poslije potpisao sedmogodišnji ugovor vrijedan 80.5 milijuna $. U sezoni 2002./03., Bibby je odigrao samo 55 utakmica zbog ozljede, ali je uspio ostvariti dobre brojke prosječno postizavši 15.9 poena. Kingsi su sezonu završili s omjerom 59-23, te tako osigurali drugo mjesto na Zapadu. U sezoni 2003./04., Bibby je igrao sjajno i tijekom sezone postigao 1 506 poena (18.4 poena u prosjeku), te odveo Kingse do doigravanje. U doigravanju je predvodio Kingse do pobjede protiv Mavericksa u pet utakmica. U petoj utakmici Bibby je zabio 36 poena, što mu je učinak karijere u doigravanju.

### Atlanta Hawks
16. veljače 2008., Bibby je mijenjan u Atlanta Hawkse za Sheldena Williamsa, Anthonyja Johnsona, Tyronna Luea, Lorenzena Wrighta i izbor u drugom krugu NBA drafta 2008. Iako se mučio s ozljedama uspio je odvesti Hawkse do doigravanja, prvi puta nakon deset godina. Prosječno je postizao 14.1 poena i 6.6 asistencija. U doigravanju su ih u sedam utakmica pobijedili Boston Celticsi. Nakon sezone 2008./09. odlučio je potpisati novi trogodišnji ugovor vrijedan 18 milijuna dolara.

## NBA statistika

### Regularni dio
| Godina    | Klub       | Odig. uta. | Uta. poč. | Min. | 2P%  | 3P%  | Sl. bac.% | Skok. | Asist. | Ukr. lop. | Blok. | Poena |
| --------- | ---------- | ---------- | --------- | ---- | ---- | ---- | --------- | ----- | ------ | --------- | ----- | ----- |
| 1998./99. | Vancouver  | 50         | 50        | 35.2 | .430 | .203 | .751      | 2.7   | 6.5    | 1.6       | .1    | 13.2  |
| 1999./00. | Vancouver  | 82         | 82        | 38.5 | .445 | .363 | .780      | 3.7   | 8.1    | 1.6       | .2    | 14.5  |
| 2000./01. | Vancouver  | 82         | 82        | 38.9 | .454 | .379 | .761      | 3.7   | 8.4    | 1.3       | .2    | 15.9  |
| 2001./02. | Sacramento | 80         | 80        | 33.2 | .453 | .370 | .803      | 2.8   | 5.0    | 1.1       | .2    | 13.7  |
| 2002./03. | Sacramento | 55         | 55        | 33.4 | .470 | .409 | .861      | 2.7   | 5.2    | 1.3       | .2    | 15.9  |
| 2003./04. | Sacramento | 82         | 82        | 36.3 | .450 | .392 | .815      | 3.4   | 5.4    | 1.4       | .2    | 18.4  |
| 2004./05. | Sacramento | 80         | 80        | 38.6 | .443 | .360 | .775      | 4.2   | 6.8    | 1.5       | .4    | 19.6  |
| 2005./06. | Sacramento | 82         | 82        | 38.6 | .432 | .386 | .849      | 2.9   | 5.4    | 1.0       | .1    | 21.1  |
| 2006./07. | Sacramento | 82         | 82        | 34.0 | .404 | .360 | .830      | 3.2   | 4.7    | 1.1       | .1    | 17.1  |
| 2007./08. | Sacramento | 15         | 12        | 31.5 | .406 | .393 | .742      | 3.7   | 5.0    | 1.3       | .1    | 13.5  |
| 2007./08. | Atlanta    | 33         | 32        | 33.3 | .414 | .369 | .797      | 3.2   | 6.5    | 1.1       | .1    | 14.1  |
| 2008./09. | Atlanta    | 79         | 79        | 34.7 | .435 | .390 | .789      | 3.5   | 5.0    | 1.2       | .1    | 14.9  |
| Ukupno    |            | 802        | 798       | 36.1 | .439 | .374 | .805      | 3.3   | 6.1    | 1.3       | .1    | 16.4  |

### Doigravanje
| Godina    | Klub       | Odig. uta. | Uta. poč. | Min. | 2P%  | 3P%  | Sl. bac.% | Skok. | Asist. | Ukr. lop. | Blok. | Poena |
| --------- | ---------- | ---------- | --------- | ---- | ---- | ---- | --------- | ----- | ------ | --------- | ----- | ----- |
| 2001./02. | Sacramento | 16         | 16        | 41.3 | .444 | .424 | .826      | 3.8   | 5.0    | 1.4       | .2    | 20.3  |
| 2002./03. | Sacramento | 12         | 12        | 33.7 | .422 | .282 | .794      | 2.6   | 5.0    | 1.2       | .4    | 12.7  |
| 2003./04. | Sacramento | 12         | 12        | 41.4 | .429 | .436 | .873      | 4.2   | 7.0    | 1.9       | .4    | 20.0  |
| 2004./05. | Sacramento | 5          | 5         | 40.0 | .391 | .217 | .778      | 4.4   | 6.6    | 1.4       | .4    | 19.6  |
| 2005./06. | Sacramento | 6          | 6         | 42.5 | .348 | .346 | .900      | 3.8   | 5.2    | 1.5       | .0    | 16.7  |
| 2007./08. | Atlanta    | 7          | 7         | 36.0 | .338 | .292 | .656      | 3.1   | 3.1    | .6        | .3    | 10.3  |
| 2008./09. | Atlanta    | 11         | 11        | 35.5 | .462 | .542 | .955      | 3.4   | 4.2    | .9        | .2    | 13.2  |
| Ukupno    |            | 69         | 69        | 38.5 | .418 | .391 | .825      | 3.6   | 5.2    | 1.3       | .3    | 16.4  |

## Vanjske poveznice
- Službena stranica
- Profil na NBA.com
- Profil  Arhivirana inačica izvorne stranice od 22. ožujka 2016. (Wayback Machine) na Basketball-Reference.com